# Сузане Шайблер
Сузане Шайблер (на немски: Susanne Scheibler) е германска авторка на произведения в жанра любовен роман и исторически роман. Писала е и под псевдонимите Рут Бернсторф (на немски: Ruth Bernstorff), Ула Биркенстейн (Ulla Birkenstein), Оливия Мортън (Olivia Morton), Вера Видал (Vera Vidal), Сузане Роланд (Susanne Roland), Луиз Ронда (Luise Ronda).

## Биография и творчество
Сузане Модерау Шайблер е родена на 6 октомври 1936 г. в Щралзунд, Германия, в семейство на актьори. В периода 1942-1952 г. учи в Ерфурт. След гимназията има няколко временни работи преди да бъде приета да учи актьорско майсторство. Завършва обучението си през 1955 г. и играе в театър „Олденбург“ в Саарбрюкен, Кобург, Крефелд и Линц. В Саарбрюкен се запознава със съпруга си Манфред Шайблер, за когото се омъжва през април 1958 г. Двамата играят заедно в театъра, а тя едновременно започва да пише.
През 1959 г. е издаден първия ѝ любовен роман „Ich lebe nur für Dich“ (Аз живея само за теб) под псевдонима Рут Бернсторф. Той има успех и това и дава мотив да продължи активно да пише. През 1968 г. напуска театъра.
През 1976 г. става главен редактор в издателство „Густав Любе“, където работи до 1988 г. След това тя напуска работата си и се посвещава на писателската си кариера. От края на 70-те години се насочва към историческия роман.
През 1991 г. започва да пише и романизации на филми. Романът ѝ „Хубава жена“, по едноименния филм с Джулия Робъртс и Ричард Гиър, става бестселър.
Сузане Шайблер умира на 25 август 2003 г. в Кацвинкел в района на планината Айфел, където живее от 1975 г.

## Произведения

### Самостоятелни романи
- Ich lebe nur für Dich (1959)
- Wann wirst du mir glauben, Corinna (1959)
- Stärker als die Lüge (1960)
- Du bist das Glück Sybill (1960)
- Ein Herz für Bettina (1961)
- Denn die Liebe verzeiht (1961)
- Wenn du mich liebst, wirst du mich finden (1961)
- Durch dich wird die Welt erst schön (1962)
- Der Herzchirug (1973)
- Ewig fließen die Wasser des Nil (1982)
- Rebellin aus Liebe (1983)
- Im Zeichen der Sonne (1984)
- Pontius Pilatus – Richter wider willen... und wasche meine Hände in Unschuld (1987)
- Caroline, mon amour (1988)
- Zauberhafte Isabelle (1989)
- Der weisse Gott (1992)
- Preis der Leidenschaft (1992)
- Natascha, weiße Nächte in St. Petersburg (1994)
- Der Rote Vogel (2000) – със Сандра Парети
- Das wilde Land (2003) – с Хайнц Консалик

### Серия „Таня“ (Tanja Triologie)
1. Tanja (1976)
2. Tanja und die Zarin (1982)
3. Tanja Geliebte und Rebellin (1984)

### Серия „В Двореца на Седемте гряха“ (Die Lasarows-Im Palast der sieben Sünden)
1. Mazurka in St. Petersburg (1996)
2. Sturmvogel und Zarenadler (2000)
3. Toska heißt Sehnsucht (2000)

### Романизации на филми
- Wie verrückt aus tiefstem Herzen (1991)
- Хубава жена, Pretty Women (1991)
- Kurklinik Rosenau (1995) – с Кен Ръсел
- Der Bergdoktor 1-3 (1993-1999)
- Praxis Bülowbogen (1993) – с Улрих Делместре

### Документалистика
- Vier Pfoten hat das Glück (1986)
- Johann Gottfried Bischoff (1997)